# Benjamin Tappan
Benjamin Tappan, född 25 maj 1773 i Northampton, Massachusetts, död 20 april 1857 i Steubenville, Ohio, var en amerikansk demokratisk politiker. Han representerade delstaten Ohio i USA:s senat 1839-1845.
Tappan studerade måleri och juridik. Han inledde 1799 sin karriär som advokat. Han flyttade 1809 till Steubenville.
Tappan deltog i 1812 års krig och arbetade efter kriget som domare. Han var elektor för Andrew Jackson i presidentvalet i USA 1832.
Tappan efterträdde 1839 Thomas Morris som senator för Ohio. Han tillrättavisades 1844 av senaten för att ha läckt till New York Evening Post (numera New York Post) kopior av ett utkast till ett fördrag med Republiken Texas. Närmare bestämt gällde frågan villkor för USA:s annektering av Texas. Han efterträddes 1845 som senator av Thomas Corwin.
Tappans grav finns på Union Cemetery i Steubenville.